# Vitale II Michiel
Vitale Michiel (inizio del XII secolo – Venezia, 28 maggio 1172) fu il 38º doge della Repubblica di Venezia.

## Origini ed elezione
Difficile ricostruirne origini e parentele. Se i genealogisti lo vorrebbero figlio del doge Domenico, di fatto non è possibile stabilire a quale ramo della famiglia Michiel appartenesse. I suoi discendenti vissero nella parrocchia di San Giuliano, quindi è lecito pensare che fosse legato alla linea stabilitasi in quella zona con il giudice Andrea detto Maior, morto attorno al 1125.
Mancano inoltre riferimenti precedenti alla sua elezione, ma documenti più tardi permettono di stabilire la consistenza del suo patrimonio: nel 1157 sono attestati alcuni prestiti che aveva elargito in cambio di garanzie rappresentate da terre e saline; alcuni non furono rimborsati, e il Michiel entrò in possesso di numerose proprietà distribuite soprattutto nella zona di Chioggia. Questi beni, cui se ne aggiungevano altri regolarmente acquistati, furono ereditati integri dai suoi figli maschi.
Il Michiel assunse il potere dopo la morte di Domenico Morosini, avvenuta nel febbraio 1155. Nello stesso anno emise il suo primo atto documentato: una concessione a un consorzio di privati riguardante lo sfruttamento di beni demaniali del Ducato siti a Costantinopoli. Fu l'ultimo doge ad essere nominato per designazione, in quanto il successore, Sebastiano Ziani, venne eletto.

## La questione dalmata
La situazione ereditata dal predecessore non era facile. Anzitutto, restava aperta la questione della Dalmazia, spartita tra Venezia stessa, il Regno d'Ungheria e Ragusa, cui si aggiungevano gli attriti tra le diocesi della regione per avere l'egemonia ecclesiastica, in particolare tra Zara e Spalato. Così nel 1154 papa Anastasio III elevava Zara ad arcivescovato e aggregava Arbe e Ossero alla metropolia di Grado. Ma già l'anno successivo Adriano IV sottoponeva Zara a Grado, conferendo al patriarca Enrico Dandolo il ruolo di primate di Dalmazia.
Ciò significava attribuire a Venezia il controllo ecclesiastico della Dalmazia, con l'esclusione della sola diocesi di Ragusa. Non tardarono quindi le proteste del Regno d'Ungheria che fomentò un sollevamento a Zara culminato con la cacciata del rettore veneziano (il cosiddetto "conte") Domenico Morosini. L'intervento del doge fu tempestivo: nel 1156 le forze veneziane tentarono di attaccare la città, ma furono respinte dal presidio ungherese. Si tentarono allora le vie diplomatiche e, dopo aver ricevuto una legazione guidata dal patriarca Dandolo, nel 1157 Adriano IV scrisse al Michiel ribadendo la supremazia della Chiesa gradense su Zara. Ciò però non cambiò le cose dal punto di vista civile, così Zara restava al di fuori del controllo veneziano.
Fu allora organizzato una nuova operazione militare e nel 1158, alla vigilia dell'attacco, vennero richiamati i cittadini veneziani presenti nell'Impero bizantino e negli Stati crociati (molti, troppo presi dai traffici commerciali, disattesero all'ordine e furono condannati al pagamento di una multa; tra questi il celebre Romano Mairano). Nell'autunno 1159 Zara fu assediata e il contingente ungherese venne costretto alla ritirata. La città fu quindi costretta a rinnovare il patto di fedeltà con Venezia, accettando il governo del conte Domenico Morosini.
Poco dopo il Michiel imponeva il diretto controllo veneziano sui siti strategici di Dalmazia e Quarnaro, nominando conti rispettivamente di Cherso e Lussino e di Arbe i figli Leonardo e Nicolò e conti di Veglia Bartolomeo e Guido del defunto Doimo.

## Le tensioni col Barbarossa
Durante il governo del Michiel Venezia fu una fedele alleata di papa Alessandro III nella lotta che lo contrappose a Federico Barbarossa. Poiché il doge aveva offerto ospitalità agli ecclesiastici fedeli al pontefice, l'imperatore dapprima impose un blocco commerciale che precluse ai Veneziani gli scambi con la terraferma, quindi organizzò un'azione militare servendosi degli eserciti dei comuni a lui fedeli. Nel 1162 Padova, Verona e Ferrara si coalizzarono per attaccare il castello di Cavarzere, fortificazione localizzata presso i confini sudorientali del Ducato; l'operazione fu un fallimento grazie all'intervento di una squadra navale che, risalito il Po, aveva messo in fuga gli aggressori e occupato Adria e Ariano. Nello stesso periodo il patriarca di Aquileia Ulrico di Treven tentò l'assedio di Grado, ma il suo esercito fu sbaragliato dalla flotta veneziana e cadde lui stesso prigioniero (fu liberato solo dietro riscatto). Durante il loro ritorno verso la capitale, le navi del Michiel respinsero anche i Trevigiani che avevano attaccato Caorle.
Il Barbarossa si appoggiò allora a Pisa e a Genova e quest'ultima ebbe il permesso di disturbare i traffici veneziani finché il doge non fosse passato dalla sua parte. Il Michiel reagì con la diplomazia e riuscì a costituire la Lega Veronese coalizzando contro l'imperatore alcuni suoi vecchi alleati: Verona, Padova, Vicenza e poi anche Treviso e alcun comuni veneti minori. Il doge dovette cedere per undici anni le entrate del mercato di Rialto a quei cittadini veneziani che finanziavano i ribelli attraverso prestiti. Nel 1167 fu costituita la Lega Lombarda e Venezia si poté dire al sicuro, non prendendo mai parte agli scontri militari.
In segno di riconoscenza, nel 1165 Alessandro III confermò all'Opera di San Marco le omonime chiese di San Giovanni d'Acri e di Tiro cedute dal Michiel l'anno precedente. Nel 1167 anche Boemondo III di Antiochia concesse privilegi ai mercanti veneti attivi nelle sue pertinenze.

## La guerra con Bisanzio
I rapporti tra Venezia e Bisanzio, invece, erano duramente compromessi da una serie di circostanze quali il mancato appoggio del Ducato alla guerra contro l'Ungheria, il sostegno bizantino alla rivale Ancona e la politica aggressiva dell'imperatore Manuele I. Sul finire del 1167 il Michiel respinse le richieste di una legazione bizantina che chiedeva un aiuto militare in vista di una guerra contro i Normanni del Regno di Sicilia. In aggiunta, l'anno successivo il doge aveva favorito il matrimonio tra suo figlio Leonardo con la figlia di Desa di Rascia, un principe serbo legato alla corte ungherese, e l'altro figlio Nicolò con la figlia di Stefano III d'Ungheria. Nello stesso periodo era stata inviata una spedizione contro Ancona.
Nel 1171 l'imperatore ordinò l'arresto dei cittadini veneziani presenti in Romania e la confisca dei loro beni. Colti di sorpresa, pochi riuscirono a mettersi in salvo; molti fuggirono sulla nave del già citato Romano Mairano, diretta a San Giovanni d'Acri. A Venezia sulla diplomazia prevalse la reazione militare: nel 1171 il Michiel stesso fu messo al comando di cento galee dirette in Oriente, cui se ne aggiunsero altre dieci dei sudditi istriani e dalmati.
Trenta navi deviarono verso Traù che fu presa e saccheggiata. Le altre attaccarono Ragusa, che si arrese in pochi giorni accettando un governatore veneziano. Successivamente la flotta entrò nel mar Egeo e assediò Calcide. Il comandante bizantino della città chiese ai Veneziani di interrompere l'attacco e di inviare ambasciatori a Costantinopoli e il Michiel accettò, designando il vescovo Pasquale di Equilio e Manasse Badoer. Frattanto la flotta occupava Chio per passarvi l'inverno, senza tuttavia rinunciare alle incursioni contro le città costiere bizantine.
La missione fu presto richiamata perché non riuscì a vedere l'imperatore, pur avendo ricevuto assicurazioni sulla pace; tuttavia, su invito di un rappresentante imperiale, fu inviata una nuova legazione. Nel frattempo, la flotta veneziana era stata indebolita per un'epidemia. Ne approfittarono i legni Bizantini che cominciarono ad avvicinarsi a Chio; i Veneziani, dal canto loro, si trasferirono a Panagia, ma il morbo continuava a imperversare.
Ancora una volta, gli ambasciatori tornarono con un nulla di fatto e fu inviata una terza legazione. L'esercito veneziano, sempre più fiaccato, tentò di spostarsi a Lemno, ma per le condizioni del mare li costrinsero a passare a Sciro. Dopo avervi trascorso la Pasqua del 1172, il Michiel decise un'umiliante ritirata, senza aver ottenuto alcun successo tangibile. Il ritorno in Laguna della flotta, in aggiunta, provocò la diffusione dell'epidemia in città.
Travolto dal malcontento e abbandonato dai suoi stessi consiglieri, il doge fu fatalmente colpito da un facinoroso, tal Marco Casulo o Casolo, nei pressi della riva degli Schiavoni, all'imbocco della calle delle Rasse, e spirò poco dopo nella chiesa di San Zaccaria, dove fu sepolto.